# ウッドランズ・トレイン・チェックポイント
ウッドランズ・トレイン・チェックポイント (Woodlands Train Checkpoint)は、シンガポールのウッドランズにある、マレー鉄道のシンガポール側の終着駅である。はじめはマレーシアとの国境検問所専用駅として開設された。

## 概要
シンガポールとマレーシアとの国境検問所であるウッドランズ・チェックポイントの東側に隣接している。開設当初は、シンガポール側の出入国管理施設しか存在しなかった。
なお、かつてはこの駅で乗降することはできず、ジョホール・バル方面からのシンガポール行きで当駅に到着した場合のみ便宜的に下車（入国審査後に駅構外へ出ること）ができた。
貨物列車も当駅で停車し積み荷の検査を受けていた。
当初は、マレーシア以北へ向かうすべての列車が乗り入れていたが、2015年7月1日、JBセントラル駅と当駅間を結ぶ「Shuttle Tebrau」が運行開始したことに伴い、長距離列車はすべてJBセントラル駅着発となり、当駅はシャトル列車のみの発着となった。
MRTにおける最寄駅は南北線マルシリン駅だが、路程で2キロメートル近く離れており、徒歩圏内ではない（MRTには「ウッドランズ駅」が存在し当駅との間の路線バスも運行されているが、マルシリン駅よりも離れており最寄駅ではない）。バス利用の場合はクランジ駅が便利である。
シャトル・テブラウという定期旅客国際列車の運行距離としては世界最短の列車がシンガポール - マレーシア間で運行されており、その距離僅か2.1km、乗車時間5分である。

## 駅構造
単式ホーム1面1線の地上駅である。駅舎は西側にあり、3階建てでホームに面した1階部分に出入国管理施設と信号扱所（シンガポール方のホームへの出口脇）がある。また駅舎内から駅の外へ出る出口があり、西側にウッドランズ・チェックポイントが、跨線橋（自由通路）を渡った東側にマレー鉄道のきっぷ売り場がある。
ホームには駅舎との口が2か所あり、ジョホール・バル方が入口でシンガポール方が出口である。同時に1列車しか取り扱わないため、駅構内は入国・出国ともに同じ通路を同じ方向に進んで審査を受ける。
東側に行違線が1本あり、列車交換が可能である。

## 歴史
- 1903年4月10日 - ウッドランズ〜ブキッ・ティマ（旧駅）間開業。
- 1923年9月17日 - ジョホール・バル〜ウッドランズ間（ジョホール・シンガポール・コーズウェイ）開業。
- 1998年8月1日 - ウッドランズ・チェック・ポイント供用開始。
- 2011年7月1日 - 6月30日限りで当駅〜シンガポール駅間が廃止されたことにより、マレー鉄道のシンガポール側終着駅となる。
- 2015年7月1日 - ウッドランズ・チェック・ポイント〜JBセントラルを結ぶ「Shuttle Tebrau」運行開始。急行列車はすべてJBセントラル止まりとなる。

1965年8月9日のシンガポール建国以来、マレー鉄道におけるシンガポール・マレーシア間の国境検問所はシンガポール駅ホーム上に1966年8月1日に設置された。1990年11月27日、シンガポール領内のマレー鉄道の敷地の扱いに関する協定（Malaysia-Singapore Points of Agreement of 1990）がマレーシア・シンガポール両国で締結された。この協定は、マレー鉄道のシンガポール駅をタンジョン・パガーからブキッ・ティマに移転し、タンジョン・パガーからブキッ・ティマまでの鉄道用地をマレーシア・シンガポール両国の共同企業体が再開発をするという内容であった。1992年、マレー鉄道の配線変更を伴うウッドランズ・チェックポイントの移設計画に関連してマレー鉄道の国境検問所をシンガポール駅からウッドランズ・トレイン・チェックポイントに移設することをシンガポール側が発表した。1993年、マレーシア側はこの計画への同意を発表した。しかし1997年6月、マレーシア側は1990年締結の協定に関してマレー鉄道のシンガポール駅をブキッ・ティマに移転してから協定が発効と解釈する（シンガポール側は協定締結後即時発効したと解釈していた。）旨を発表し、マレーシア側の国境検問所をシンガポール駅に残存させる発表をした。これに対し1998年4月、シンガポールはシンガポール側国境検問所のシンガポール駅からウッドランズ・トレイン・チェックポイントへの移転は1998年8月1日から実施する旨を通告した。
2010年5月24日、両国首脳会談において、シンガポール駅、および同駅構内の国境検問所を2011年7月付けでウッドランズに移転することに合意。ウッドランズ・トレイン・チェックポイントにマレーシアの国境検問所を併設し、同駅構内で両国の出入国審査が受けられるようになった。

### かつての変則的な出入国取扱
上記背景により、1998年8月1日から、シンガポール駅が廃止された2011年6月30日まで、マレー鉄道でのシンガポール・マレーシア間の出入国は以下の順序で実施されていた。
- シンガポール駅から乗車し、マレーシアへ行く場合
  - シンガポール駅 - 改札／マレーシア入国審査（入国証印押印されず）／乗車
  - ウッドランズ・チェック・ポイント - いったん列車から降車し、シンガポール出国審査（出国証印押印）／再乗車
  - ジョホール・バル駅以遠 - 下車
- ジョホール・バル駅から乗車し、シンガポールへ行く場合
  - ジョホール・バル駅 - 改札／マレーシア出国審査（出国証印押印）／列車内乗客の出国審査が完了後、乗車。
  - ウッドランズ・チェック・ポイント - いったん列車から降車し、シンガポール入国審査（入国証印押印）／再乗車
  - シンガポール駅 - 下車
- マレーシア（ジョホール・バル駅を除く）国内から乗車し、シンガポールへ行く場合
  - ジョホール・バル駅（列車内） - ジョホール・バル駅での下車客がホームから出場後、マレーシア出国審査（出国証印は押印されず手書きで出国日付が記入される。）
  - ウッドランズ・チェック・ポイント - いったん列車から降車し、シンガポール入国審査（入国証印押印）／再乗車
  - シンガポール駅 - 下車

ウッドランズ・トレイン・チェックポイント駅ホームの入口は乗客全員が駅舎内に収容されると閉じられる。出口は乗客全員の審査および列車内の検査が終了しないと開放されない。乗客が全員が駅舎内に収容されている間に、列車内の検査が実施される。